# Wipro Supernova
Wipro Supernova — серия высокопроизводительных компьютеров, предлагаемых компанией Wipro Infotech. Решение представлено в 2007 году. Совместная разработка с американской компанией Z RESEARCH.
Под брендом Supernova предлагаются решения применённые ранее Z RESEARCH при создании американского суперкомпьютера Thunder.
Система начального уровня стоит 2,5-2,8 млн индийских рупий.

## Особенности
Продукт предлагается для 3 сегментов рынка: начального, среднего и высокого уровня, которые различаются производительностью и объёмом хранилищ данных. Система начального уровня обладает производительностью 1 TFLOPS и хранилищем данных объёмом 4 ТБ. Системы высокого уровня, по словам вице-президента подразделения Wipro Personal Computing, обладают производительностью до сотен тысяч TFLOPS и хранилищами данных объёмом до многих сотен петабайт.
Основой серии является кластер из 4096 процессоров Intel Itanium 2 с производительностью до 20 TFLOPS. Суперкомпьютер является широко масштабируемым и может быть интегрирован в существующую вычислительную инфраструктуру в течение 3 недель с момента поставки.
Используется программное обеспечение компании Gluster (англ.).

## Применение
Компьютеры серии Wipro Supernova используются в Индийской организации космических исследований, Институте энергии и ресурсов (англ.), Индийском технологическом институте в Канпуре (англ.), Институте исследования плазмы (англ.) в Ахмедабаде.